# Gracilentulus europaeus
Gracilentulus europaeus är en urinsektsart som beskrevs av Andrzej Szeptycki 1993. Gracilentulus europaeus ingår i släktet Gracilentulus och familjen lönntrevfotingar. Inga underarter finns listade i Catalogue of Life.